# Ian Watson (basket-ball)
Pour les articles homonymes, voir Ian Watson (homonymie) et Watson.
Ian Watson, né le 7 juin 1949, est un ancien joueur australien de basket-ball.